# 十億年前
bya或b.y.a.是「十億年前」的縮寫。它通常被用作時間單位，表示109年之前的時間長度。這個初始化經常用於天文學、地質學和古生物學的科學中。
bya中的「10億」是美國的短尺度中109的「10億」，而不是一些歐洲用法的長尺度1012的「兆」。根據這一慣例，10億（109）在英國通常被稱為「thousand million」（千百萬），在其它一些國家通常被稱之為「milliard Billion」。出於可能會出現一些混淆的原因，一些科學家更喜歡Gya這個時間單位，而另一些科學家則更喜歡Ga（兆年），然而bya仍在更廣泛的使用中 。1974年，英國從長尺度向短尺度轉變.。
相關的單位是Mya（「百萬年前」）和byr（「十億年前」）。這些傳統上是用小寫書寫的。Ga或Gya的第一個字母是用大寫的字母。